# Umayyader
Det umayyadiske dynasti (arabisk: الأمويون / بنو أمية. umawiyy; tyrkisk: Emevi) var et arabisk kongedynasti fra 600- til 900-tallet e.v.t., som gjorde store erobringer, og som var det første kalifat, der ikke nedstammede direkte fra profeten Muhammed. Det arabiske umayyad-kalifat var det femtestørste imperium i historien og det tredjestørste sammenhængende imperium. Hovedstaden i imperiet var Damaskus.
Umayyaderne tilhørte stammen Banū Umayya indenfor den arabiske stammesammenslutning Quraysh. Pga. tilhørsforholdet til Quraysh kan umayyaderne kaldes qurayshitter.
Umayyader havde magten i Umayyade-kalifatet, Córdoba-emiratet og Córdoba-kalifatet.[kilde mangler]